# Emily Nagoski
Emily Nagoski (ur. 1977) – amerykańska seksuolożka i edukatorka seksualna, badaczka kobiecej seksualności. Jej poradniki Come as You Are i Burnout spotkały się z dużym zainteresowaniem publiczności i zostały przetłumaczone na języki obce.

## Przekłady na polski
- Emily Nagoski: Ona ma siłę. Zaskakujący poradnik seksualności kobiet (Tytuł oryginału: The Come as You Are Workbook : a practical guide to the science of sex). Warszawa: Wydawnictwo Buchmann, 2016, seria: poradniki. ISBN 978-83-280-2593-6. Brak numerów stron w książce
- Amelia Nagoski, Emily Nagoski: Wypalenie. Jak wyrwać się z błędnego koła stresu (Tytuł oryginału: Burnout: The Secret of to Unlocking the Stress Cycle). Warszawa: Wydawnictwo Czarna Owca, 2020, seria: poradniki. ISBN 978-83-8143-401-0. Brak numerów stron w książce